# Veia gonadal
Na anatomia, veia gonadal se refere ao vaso sanguíneo que carrega sangue a partir da gônada (testículo, ovário) em direção ao coração.
- Mulheres: veia ovariana
- Homens: veia testicular